# 音ノ乃のの
音ノ乃のの（ののの のの、2006年5月4日‐）は、ミリプロに所属するバーチャルライバー、バーチャルアイドル。キャラクターデザインは甘狼このみ。主な活動場所はYouTube。
ミリプロ制作の2Dアバターを使用し，配信時には3Dアバターを使用したりし、歌を主体とした生放送を配信している。

## 来歴
2023年
- 4月1日、初投稿[7]
- 4月24日、チャンネル登録者1万人達成
- 6月3日、初配信[8]
- 7月2日、チャンネル登録者10万人達成[9]
- 9月16日、チャンネル登録者20万人達成[10]
- 12月23日、チャンネル登録者30万人達成[11]

2024年
- 5月24日、チャンネル登録者数40万人突破[12]
- 12月21日、3Dお披露目[13]

## 人物

### 基礎情報
2023年4月1日に始めて投稿した動画が100万回以上再生され、デビュー3か月でYouTubeのチャンネル登録者数は10万人となった。
甘狼このみが手掛けた同所属VTuber第一号としてデビュー前から注目度が高かったこともあり、活動開始から半年後には チャンネルの累計再生回数が4000万回となった。
歌唱力がユーザーに受け入れられ、リリースした動画3本は公開2か月で10万回再生された。また、YOASOBIの楽曲のカバーショート動画の再生回数は828万回を突破している。

### 趣味・嗜好
映画、アニメ、音楽が趣味、インテリアと洋服を集めるのが趣味とデビュー時の配信で語っている。

### 芸風
配信の開始時「こんのの」終わりに「おつのの」等、「のの」を語尾につけた挨拶をする。
音楽投稿に特化した活動を展開している。

### 交友関係
甘狼このみやあくび・でもんすぺーどとコラボ動画を投稿している。ミリプロ所属のタレントとの関係性は超良好的。

### 好物
初配信にて、好物はちくわ、もずく、するめいか、ブルーベリーと語っている。

## タイアップ
- 2023年6月23日から8月23日　ファミリーマートｘミリプロコラボ 　ミリプロコレクション[19]。
- 2024年4月9日からローソン限定『VTuberスタイル　ミリプロ BOOK』[20]
- 2024年5月7日VSinger『音ノ乃のの』ユニバーサル ミュージックよりメジャーデビュー決定[21][22]。

## ディスコグラフィ

### デジタルシングル
| 配信日         | タイトル         | 備考 |
| -------------- | ---------------- | ---- |
| 2024年5月4日   | 約束             |      |
| 2024年9月1日   | アルテマ         |      |
| 2024年12月21日 | ののの音々ネ!    |      |
| 2025年6月4日   | ロクデナシテンシ |      |